# Jason Momoa

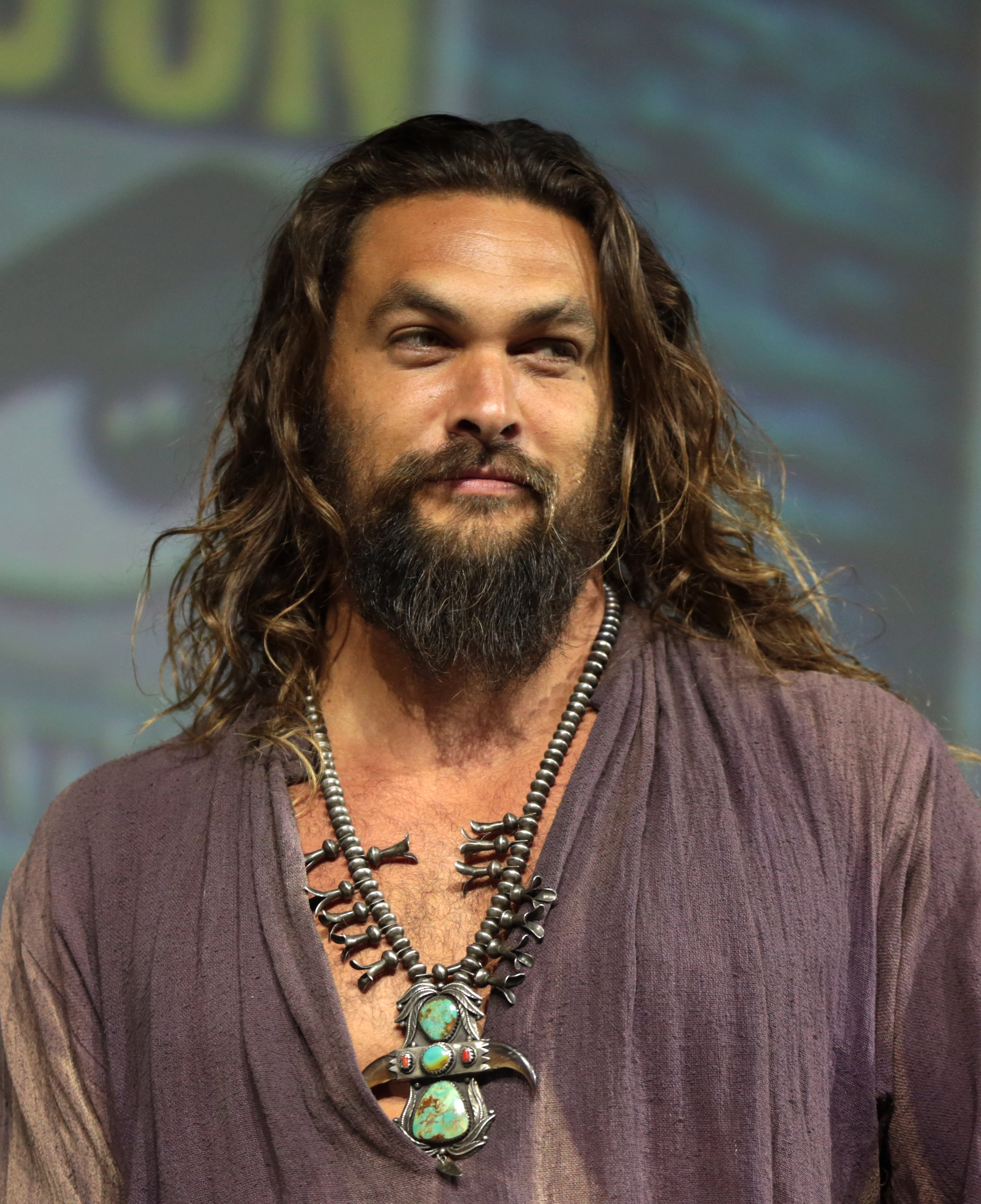
Jason Momoa auf der San Diego Comic-Con International (2018)

Joseph Jason Namakaeha Momoa (* 1. August 1979 in Honolulu, Hawaii) ist ein US-amerikanischer Schauspieler und Model.

## Leben und Karriere

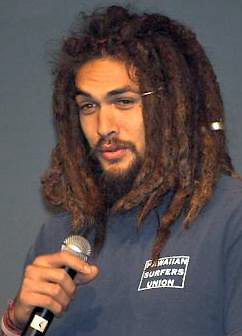
Jason Momoa auf der Wolf Pegasus One Convention (2006)

Auf Hawaii als Sohn eines Hawaiianers und einer Mutter mit deutschen, irischen und indigenen Wurzeln geboren, wuchs Jason Momoa in Norwalk im US-Bundesstaat Iowa ohne Vater auf. Er kehrte in seinem letzten Collegejahr nach Hawaii zurück, um dort seinen Abschluss zu machen. Nach kurzer Zeit wurde er von einem Modedesigner entdeckt und begann eine Karriere als Model. 1999 wurde er zu „Hawaii’s Model of the Year“ ernannt und moderierte den „Miss-Teen-Hawaii-USA“-Wettbewerb. Im gleichen Jahr erhielt er eine Rolle in der Erfolgsserie Baywatch und startete seine Schauspielkarriere.
Von 2005 bis 2009 gehörte er als Ronon Dex zur Stammbesetzung der Serie Stargate Atlantis. 2011 war Momoa in Conan, der Neuverfilmung des 1982 erschienenen Kultfilmes mit Arnold Schwarzenegger, als titelgebende Hauptfigur zu sehen. In der ersten Staffel der HBO-Serie Game of Thrones spielte er Khal Drogo. Gemeinsam mit dem Ensemble wurde er für den Screen Actors Guild Awards 2012 in der Kategorie Bestes Schauspielensemble – Drama nominiert. Für den Schluss der zweiten Staffel kehrte er in diese Rolle zurück.
Mit Vendetta Rider – Weg der Rache inszenierte er 2014 seinen ersten Spielfilm. Zuvor hatte er 2010 bei dem Kurzfilm Brown Bag Diaries: Ridin’ the Blinds in B Minor die Regie übernommen.

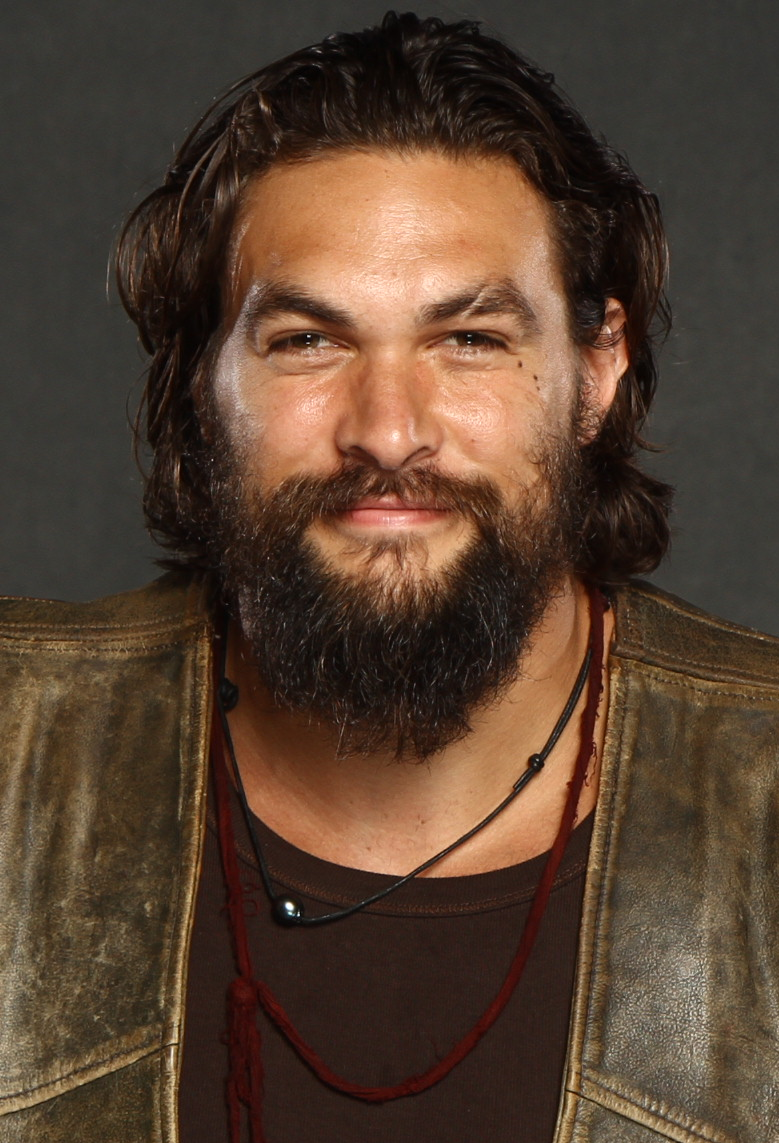
Momoa auf der Florida Supercon (2014)

2016 war er im Film Batman v Superman: Dawn of Justice erstmals in der Rolle der DC-Comics-Figur Aquaman zu sehen. Der Film ist der zweite Teil im DC Extended Universe. Auch in der Fortsetzung Justice League aus dem Jahr 2017 war er in dieser Rolle zu sehen. 2018 kehrte er in einem Solofilm, Aquaman, in diese Rolle zurück. Der Film ist die bislang finanziell erfolgreichste Verfilmung angesiedelt im DC-Universum. 2021 spielte Momoa für den Streaming-Dienst Netflix die Hauptrolle im Drama Sweet Girl und 2022 übernahm er die Hauptrolle in Schlummerland.
Momoa betreibt Sportarten wie Bouldern, Snowboarding, Hockey, Mountainbiking, ist Fan des NFL-Footballteams Pittsburgh Steelers und passionierter Sammler von Leica-Kameras.
Momoa ist Buddhist. Er hat zusammen mit der Schauspielerin Lisa Bonet eine Tochter (* 2007) und einen Sohn (* 2008). Sie heirateten im Oktober 2017. Im Januar 2022 gaben sie ihre Trennung bekannt. Im Januar 2024 erfolgte die Scheidung.
Im Sommer 2025 wurde Momoa Mitglied der Academy of Motion Picture Arts and Sciences.

## Filmografie (Auswahl)
Als Schauspieler
- 1999–2001: Baywatch – Die Rettungsschwimmer von Malibu (Baywatch, Fernsehserie, 38 Folgen)
- 2003: Baywatch – Hochzeit auf Hawaii (Baywatch: Hawaiian Wedding, Fernsehfilm)
- 2003: Tempted (Fernsehfilm)
- 2004: Familie Johnson geht auf Reisen (Johnson Family Vacation)
- 2004: North Shore (Fernsehserie, 21 Folgen)
- 2005–2009: Stargate Atlantis (Stargate: Atlantis, Fernsehserie, 78 Folgen)
- 2011: Conan (Conan the Barbarian)
- 2011–2012: Game of Thrones (Fernsehserie, 10 Folgen)
- 2012: Shootout – Keine Gnade (Bullet to the Head)
- 2014: Wolves
- 2014: Vendetta Rider – Weg der Rache (Road to Paloma)
- 2014: Debug – Feindliches System (Debug)
- 2014–2015: The Red Road (Fernsehserie, 12 Folgen)
- 2016: Batman v Superman: Dawn of Justice
- 2016: The Bad Batch
- 2016–2018: Frontier (Fernsehserie, 18 Folgen)
- 2017: Once Upon a Time in Venice
- 2017: Justice League
- 2018: Braven
- 2018: Aquaman
- 2019–2022: See – Reich der Blinden (See, Fernsehserie, 24 Folgen)
- 2021: Zack Snyder’s Justice League
- 2021: Sweet Girl
- 2021: Dune
- 2022: Schlummerland (Slumberland)
- 2022: Peacemaker (Fernsehserie, 1 Folge)
- 2023: Fast & Furious 10 (Fast X)
- 2023: Common Ground (Dokumentarfilm)
- 2023: The Flash
- 2023: Aquaman: Lost Kingdom (Aquaman and the Lost Kingdom)
- 2024: The Fall Guy
- 2025: Ein Minecraft Film (A Minecraft Movie)

Als Filmproduzent
- 2014: Vendetta Rider – Weg der Rache (Road to Paloma)
- 2018: Braven
- 2021: Sweet Girl
- 2025: Ein Minecraft Film (A Minecraft Movie)